# Gogan, Mureș
Gogan, în trecut împărțit în două sate Gogan și Gogan-Varolea (în maghiară Gógán, Gógánváralja, în germană Gogeschdorf, Gogeschburg) este un sat în comuna Bahnea din județul Mureș, Transilvania, România.

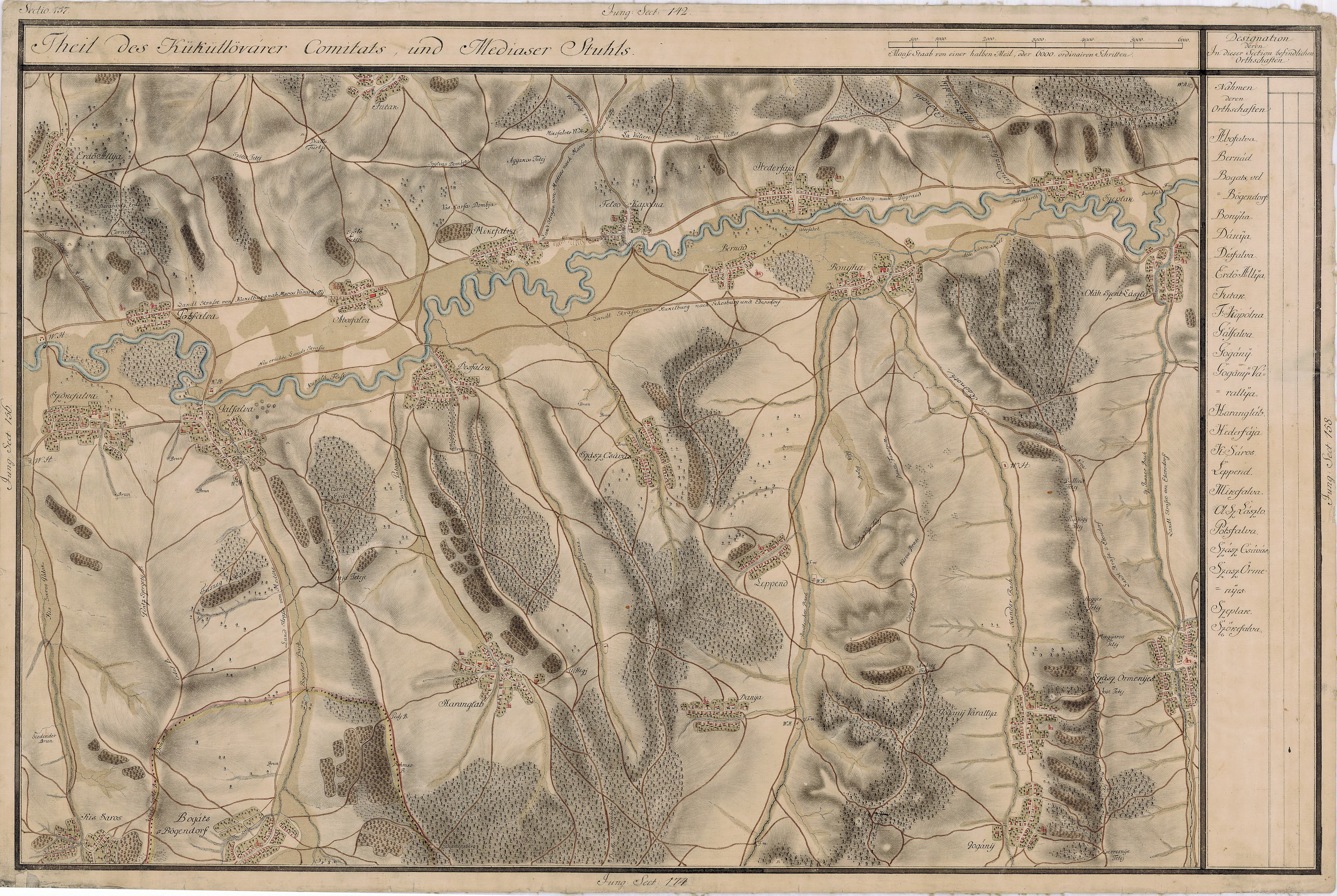
Gogan pe Harta Iosefină a Transilvaniei,
1769-1773

## Istoric
Așezare rurală întemeiată de coloniștii sași, care au edificat apoi, cu ajutorul localnicilor așezați în jur, români și maghiari, o cetate în jurul bisericii lor catolice. Ca și în cazul satului Săsăuș (jud. Sibiu), la un moment dat sașii au părăsit localitatea, intrată în consecință în administrarea reformaților.

(Pe teritoriul acestei localități a existat în Evul mediu timpuriu o cetate fortificată.)

## Lăcașuri de cult
- Biserica reformată-calvină, edificiu gotic târziu de tip biserică-sală, a posedat un tavan casetat și ornamentat cu picturi (1501-1520; azi la „Muzeul Național din Budapesta”). Decor caracteristic artei Renașterii, cu vrejuri vegetale, dar si cu imagini religioase subordonate ansamblului decorativ.

## Galerie de imagini

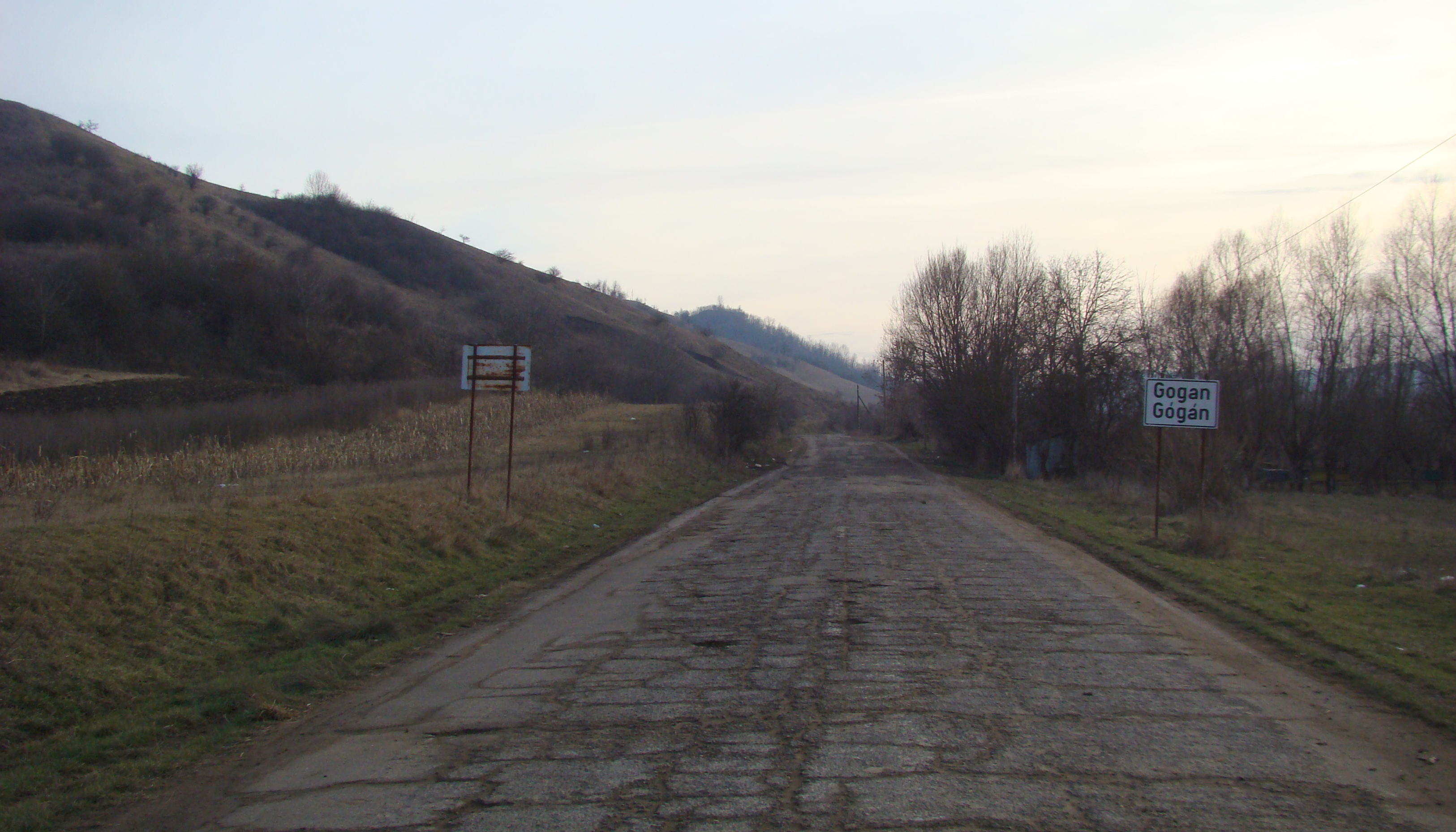
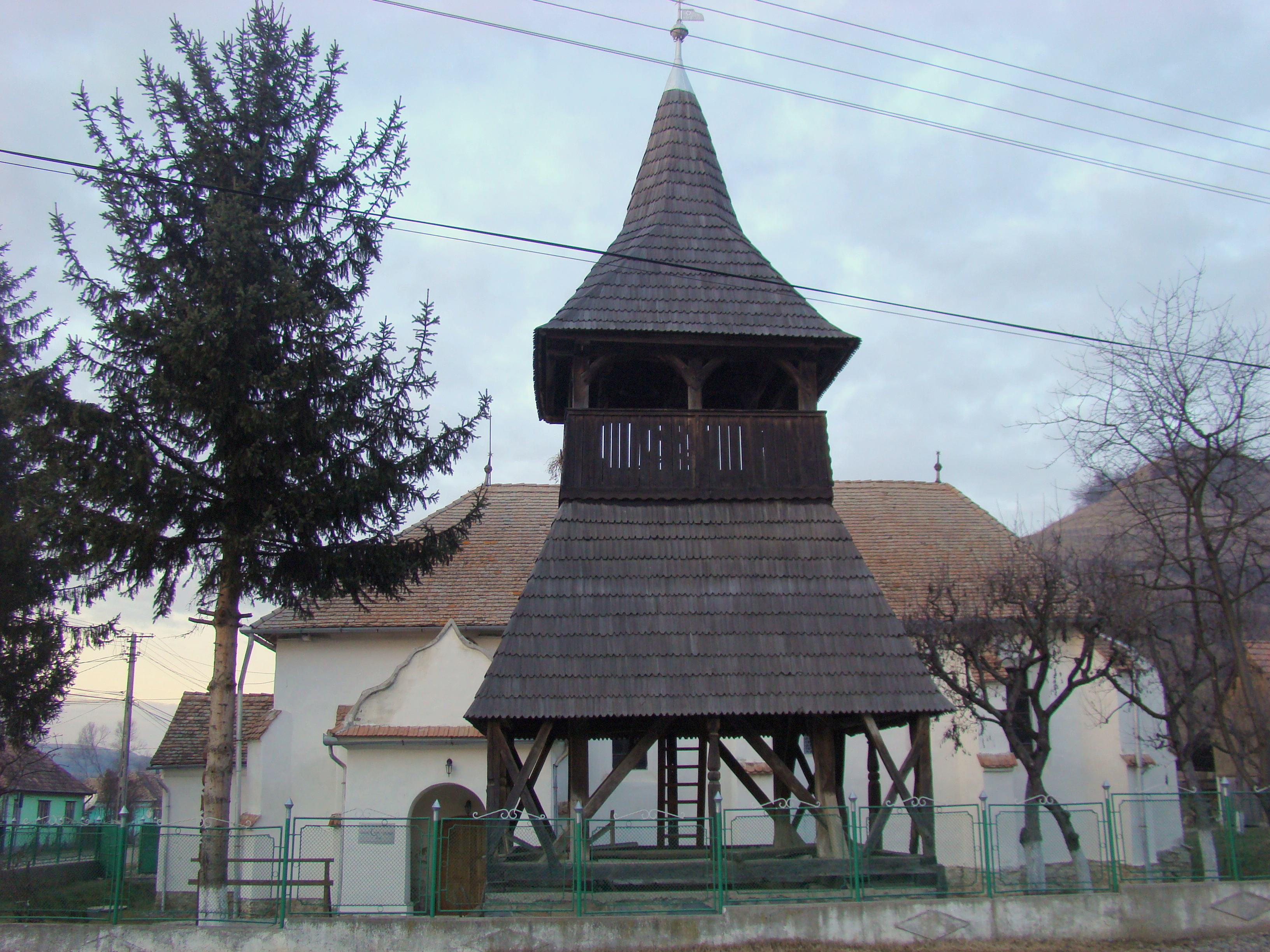
Biserica reformată din Gogan-Varolea
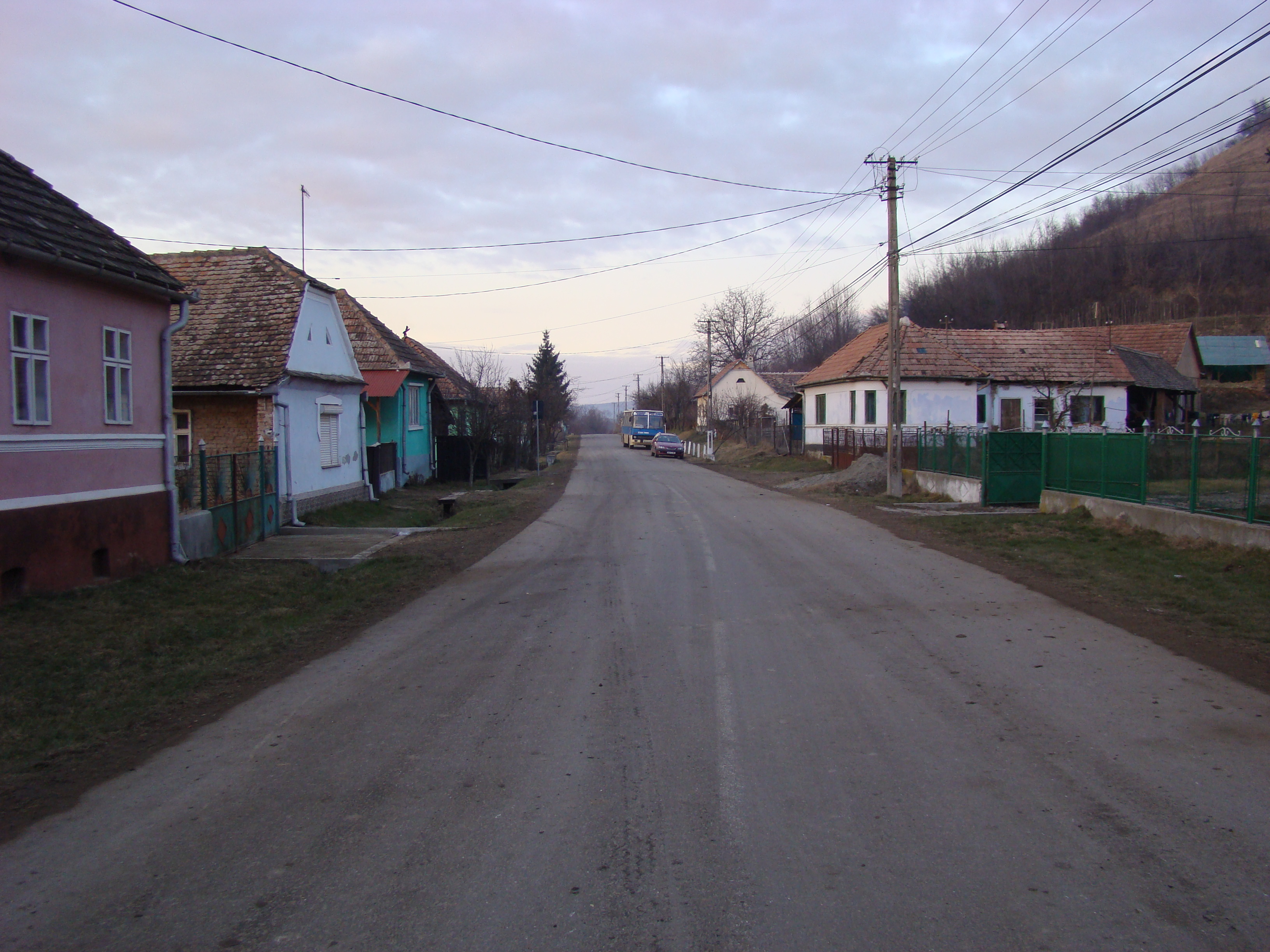
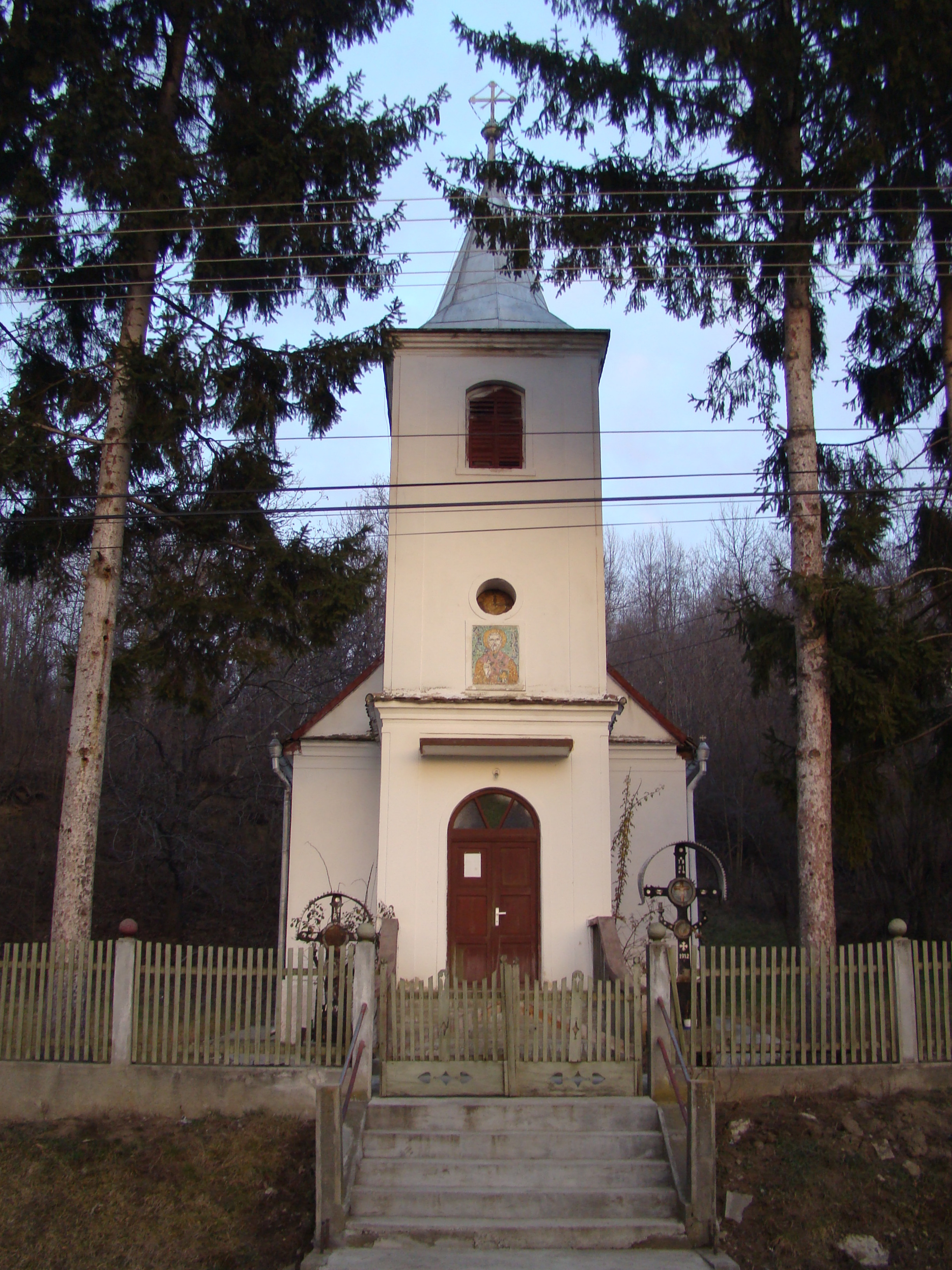
Biserica ortodoxă din Gogan-Varolea
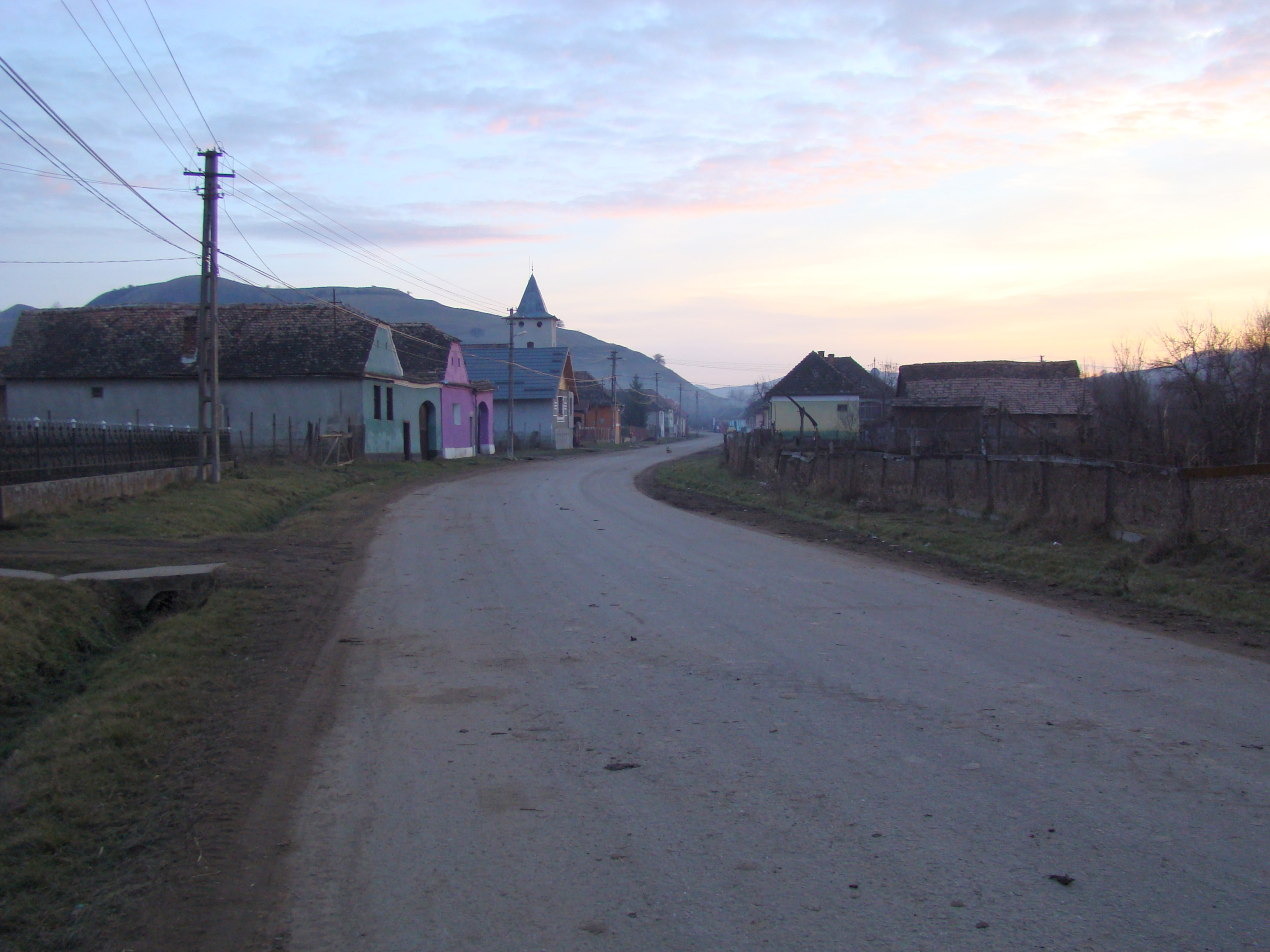
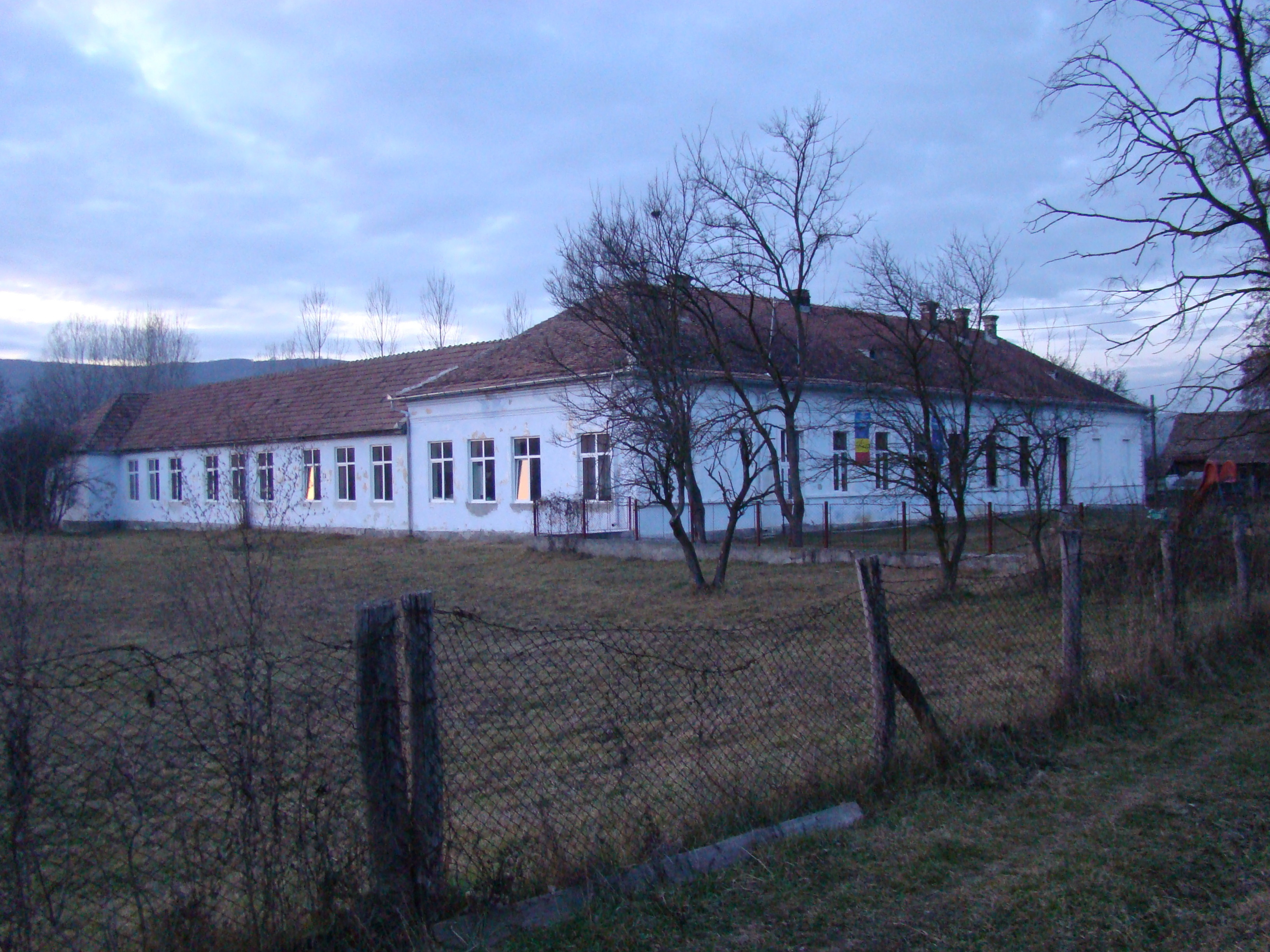
Școala
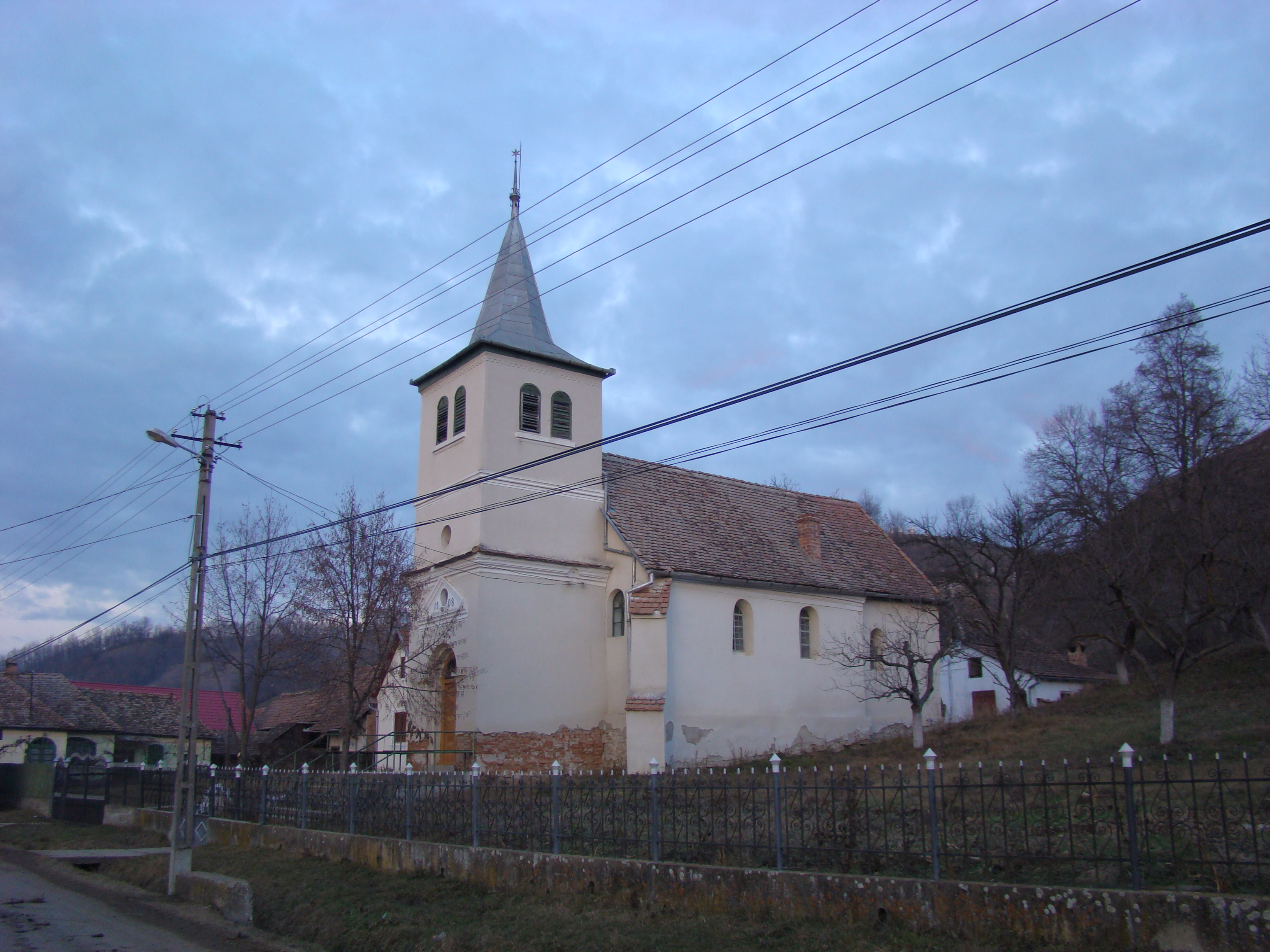
Biserica reformată din Gogan
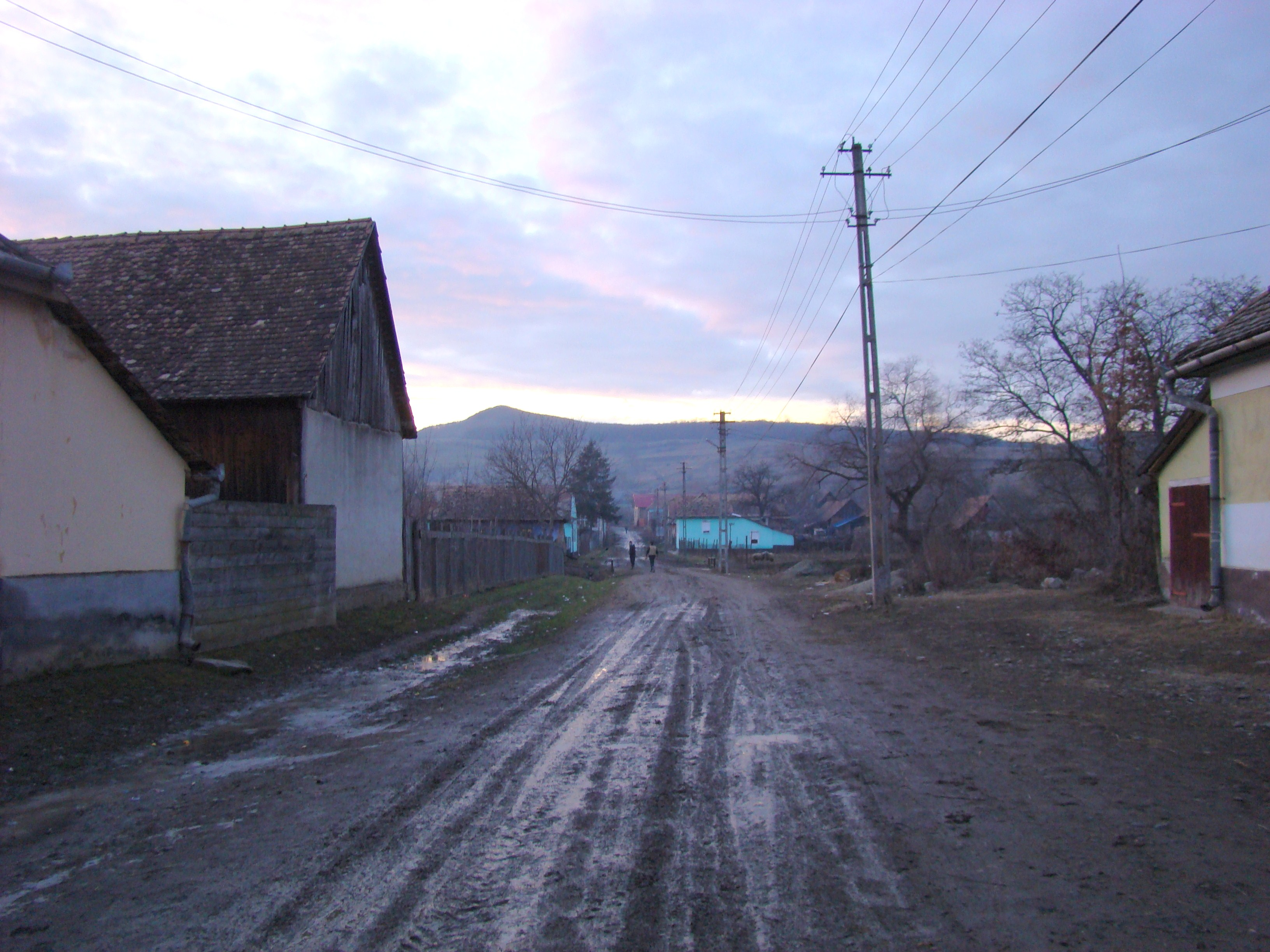
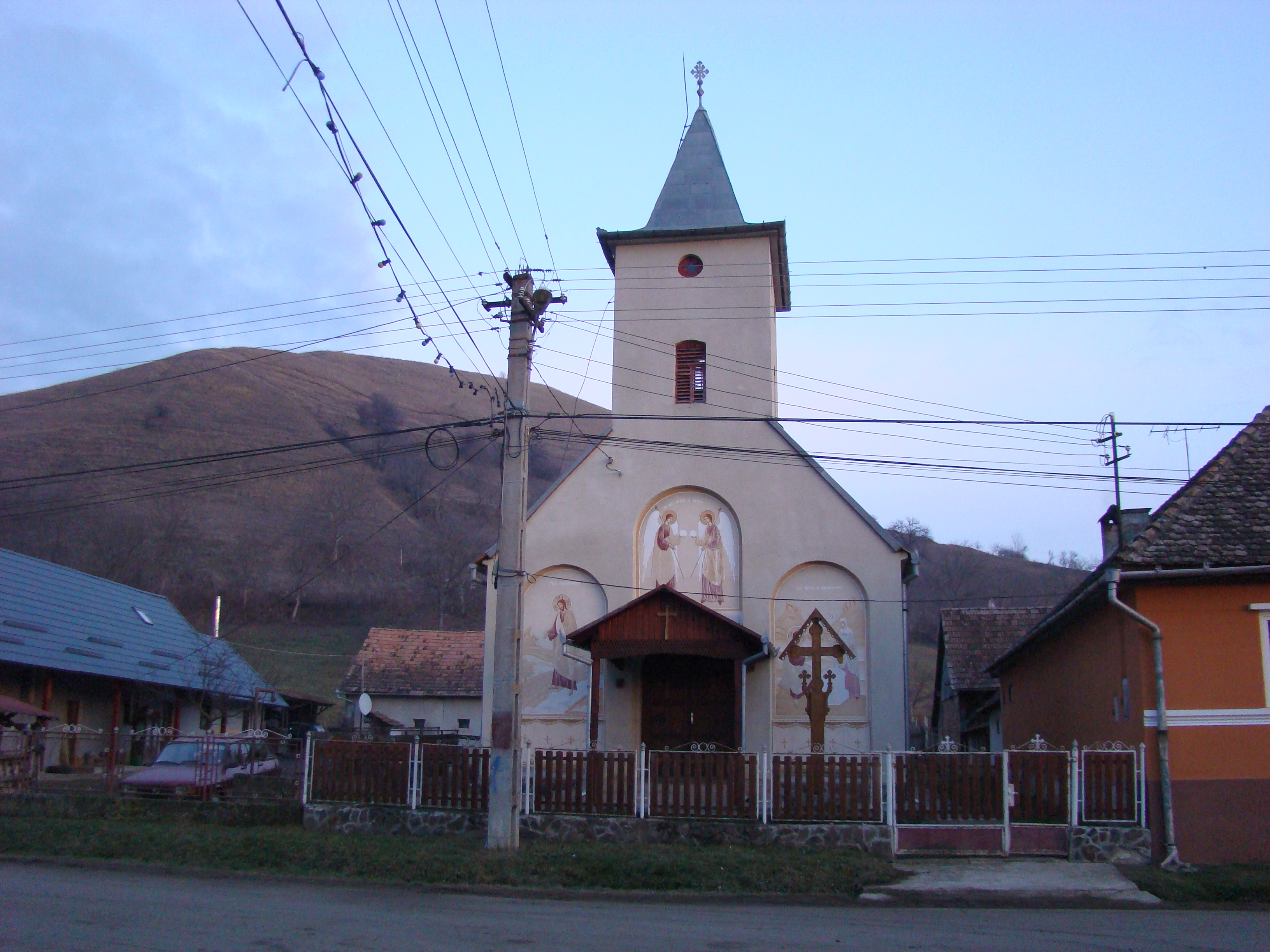
Biserica ortodoxă „Sfinții Arhangheli Mihail și Gavriil” din Gogan
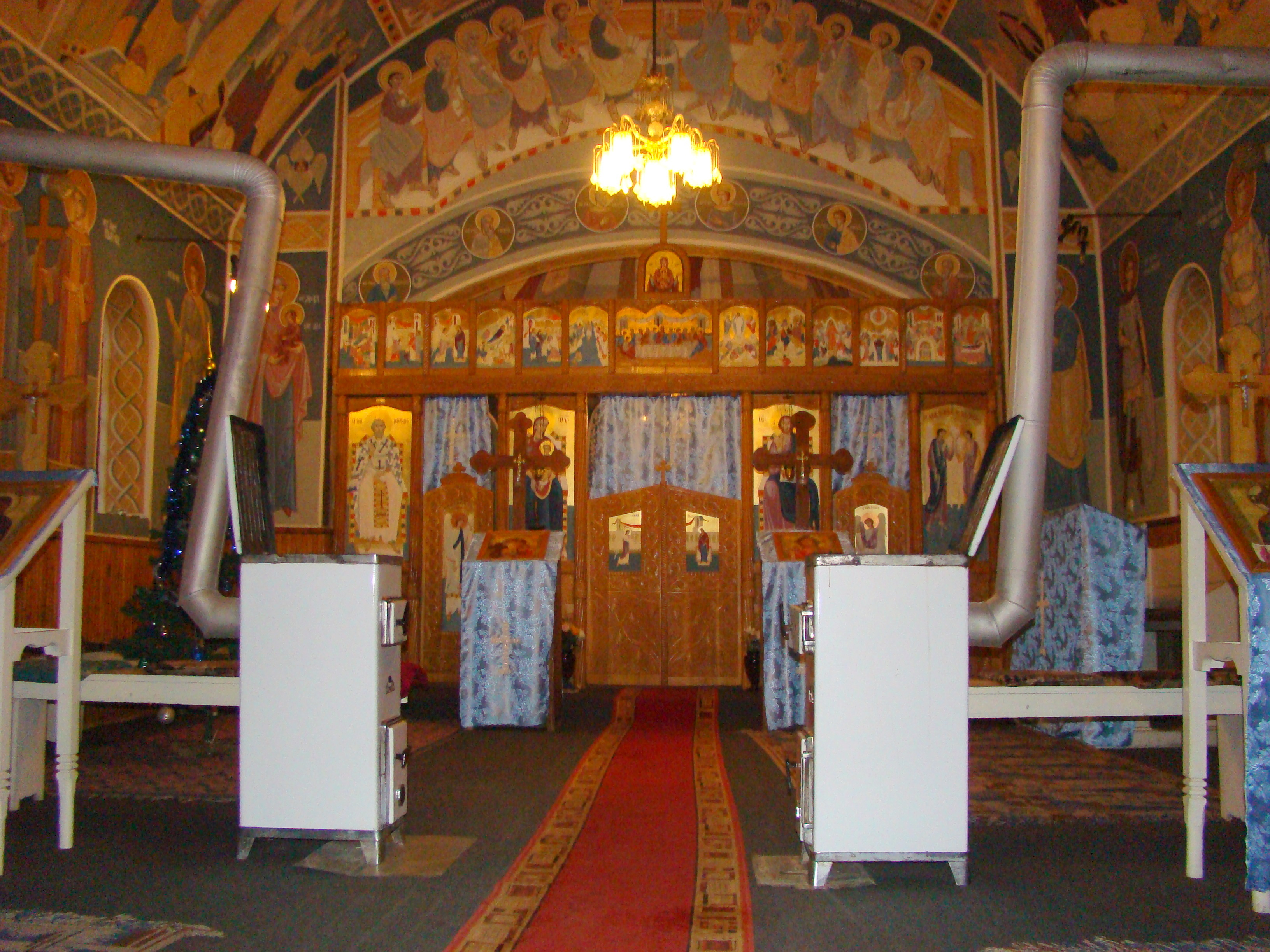
Biserica ortodoxă „Sfinții Arhangheli Mihail și Gavriil” din Gogan (nava spre iconostas)